# Dusit
Dusit (tiếng Thái: ดุสิต; IPA: [dù.sìt]) là một trong 50 quận (Khet) của thủ đô Băng Cốc, Thái Lan.
Quận này được xem là trung tâm hành chính trọng yếu của Vương quốc, là nơi đặt trụ sở Quốc hội và cung điện hoàng gia, cùng với một số cơ quan của các bộ ngành. Dusit kết nối với đảo Rattanakosin qua đại lộ Ratchadamnoen (nghĩa đen, "Con đường du lịch hoàng gia")
Những quận lân cận quận Dusit, theo chiều kim đồng hồ, gồm có: Bang Sue, Phaya Thai, Ratchathewi, Pathum Wan, Pom Prap Sattru Phai, Phra Nakhon, và bên kia sông Chao Phraya, là quận Bang Phlat.

## Lịch sử
Đức vua Chulalongkorn (Rama V) là người thành lập quận Dusit, vì muốn thoát khỏi địa bàn lộn xộn và hỗn tạp trên đảo Rattanakosin. Năm 1900, ông cho xây dựng cung điện Vimanmek, đây là cung điện được tin rằng làm bằng gỗ tếch màu vàng lớn nhất thế giới, và là nơi Đức vua Chulalongkorn tại ngụ như một cung điện hoàng gia trong thời gian ngắn, nhưng sau đó nó bị bỏ hoang từ năm 1908. Năm 1992, cung điện được trùng tu và xây lại, trở thành một địa điểm du lịch hấp dẫn của quận. Ngoài Vimanmek, Cung điện Chitralada do Đức vua Vajiravudh (Rama VI) xây dựng cũng tọa lạc tại quận này. Đến ngày nay, đây là nơi cư ngụ của Đức vua Bhumibol Adulyadej (Rama IX). Một công viên lớn bao quanh cung điện là khu vực nhà vua sử dụng cho những hoạt động nghiên cứu nông nghiệp.

## Những công trình

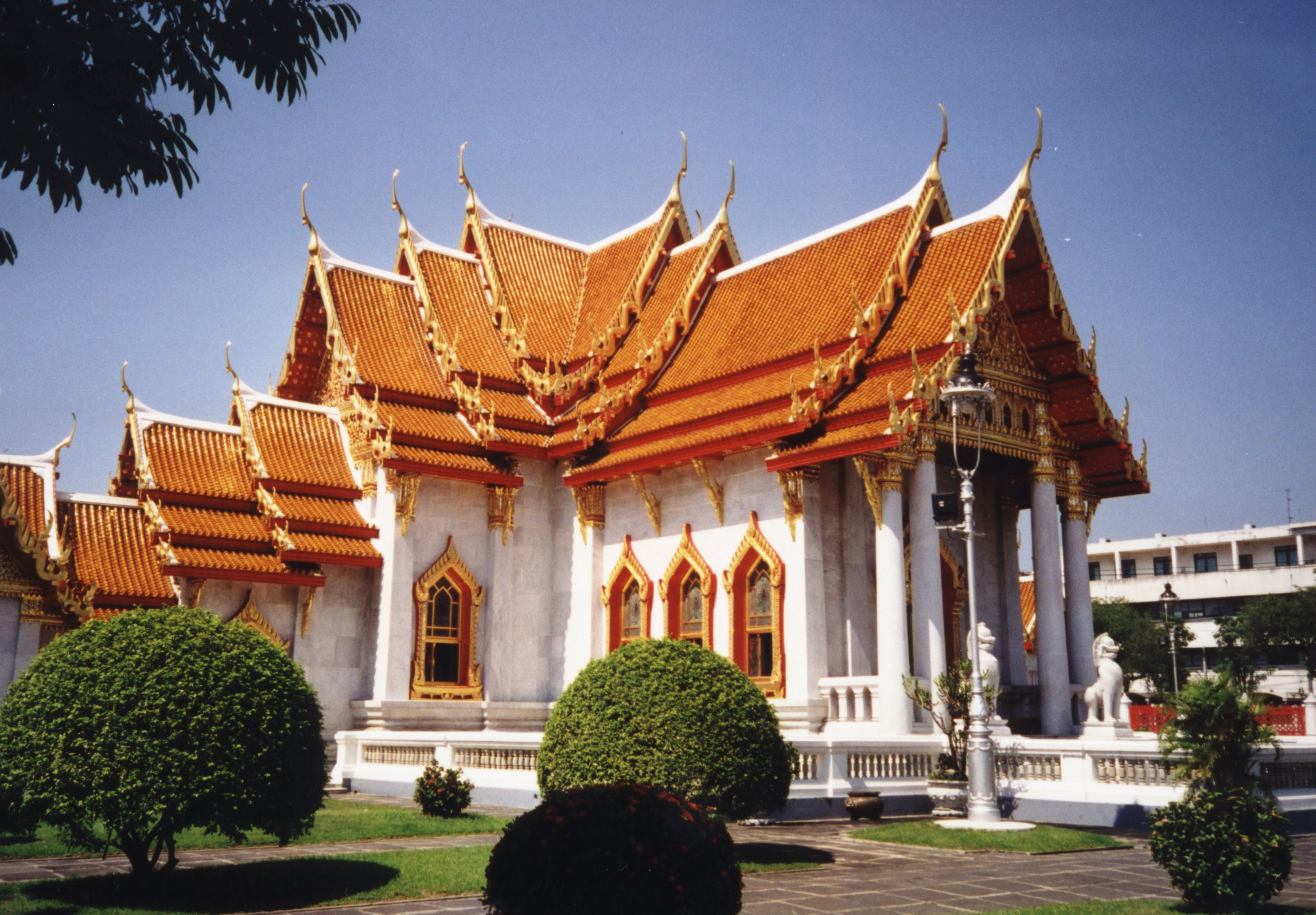
Chùa Wat Benchamabophit

Đại cung Ananta Samakhom là một trong những công trình quan trọng của quận, đây là một dinh thự khác của Đức vua Chulalongkorn trong tổ hợp Cung điện Dusit, từng là nơi ở của gia đình hoàng tộc, và sau cuộc đảo chính năm 1932, cung điện chuyển đổi cơ năng trở thành tòa nhà Quốc hội đầu tiên của nước này. Đại cung được xây dựng từ năm 1907 đến năm 1915 bởi hai kiến trúc sư người Ý Annibale Rigotti và Mario Tamagno, mang phong cách kiến trúc Âu châu thời Phục hưng.
Sát cạnh Đại cung là công viên Suan Amporn và bên kia đường là Sở thú Dusit. Khoảng không gian rộng lớn trước cung điện Ananta Samakhom gọi là Quảng trường Hoàng gia. Trung tâm quảng trường nổi bật lên tượng đài Đức vua Chulalongkorn cưỡi ngựa. Nhiều sự kiện đa dạng được tổ chức tại công viên Suan Amporn và Quảng trường Hoàng gia. Hàng năm, những sự kiện như lễ tốt nghiệp của nhiều trường đại học tại Thủ đô Bangkok, và Hội chợ Chữ thập đỏ diễn ra tại đây trong vòng 9 ngày từ cuối tháng 3 đến tuần đầu tiên của tháng 4.
Trụ sở của những tổ chức chính quyền quan trọng như Quốc hội và Tòa nhà Chính phủ cũng đặt tại Dusit. Bến tàu Wasukri là bến tàu quản lý và sở hữu Xà lan Hoàng gia, là nơi tổ chức Lễ hội rước tàu truyền thống Thái Lan. Bên cạnh bến tàu là Thư viện Quốc gia.
Một số cung điện khác cũng đã chuyển đổi cơ năng cho nhiều mục đích khác nhau. Cung điện Chan Kasem ban đầu xây dựng cho thái tử bởi Đức vua Rama V, nhưng lại chưa bao giờ được vua Rama VI sử dụng và sau này trở thành trụ sở văn phòng của Bộ Giáo dục. Cung điện Suan Sunandha được xây dựng cho nữ hoàng, vương hậu, hoàng tử và công chúa, nhưng nay trở thành Đại học Suan Sunandha Rajabhat.
Ngôi chùa Phật giáo nổi tiếng nhất của quận là Wat Benchamabophit (Chùa Cẩm Thạch), do Hoàng tử Naris xây dựng, nhằm là ngôi chùa hoàng tộc của Đức vua Chulalongkorn.

## Hoạt động kinh doanh
Bên cạnh phần nhiều những hoạt động kinh doanh hợp pháp tại quận Dusit, đây vẫn là một trong những khu vực chính xảy ra tình trạng lừa đảo khách du lịch, như nhiều cửa hàng bán đá quý giả, hay chi phí cao cho một bộ quần áo len cashmere dù chỉ được làm từ sợi tổng hợp. Một số doanh nghiệp lừa đảo lợi dụng thương hiệu uy tín của quận Dusit và gán tên quận vào tên công ty, như cửa hàng may mặc lừa đảo 'Dusit Collection' của nhà may Nakorn Sawan. Những doanh nghiệp này chi tiền cho những xế tài xe Tuktuk để mang lại khách du lịch cho cửa hàng của họ và đi đến những thương hiệu bù nhìn dọc theo lộ trình, gợi ý cho khách hàng những lời hứa giả dối trong cuộc lữ hành.

## Giao thông vận tải

### Tàu hỏa
Ga tàu Sam Sen thuộc Hệ thống Đường sắt Quốc gia Thái Lan đặt tại Dusit.
Ga tàu Bang Sue thuộc Hệ thống Tàu điện ngầm Bangkok đặt tại vị trí cách quận Dusit một khoảng ngắn, nằm ở phía đông bắc tại quận Bang Sue.

### Xe buýt
Có nhiều tuyến xe buýt chạy qua quận - với các số hiệu 3/9/12/14/16/30/32/43/49/64/65/70/72/99/505/515/524, v.v...

### Thuyền
Những bến tàu thuộc dịch vụ Vận tải đường thủy Chao Phraya, gồm có: bến Thewes, bến Payap, bến Kiak Kai.

## Tổ chức hành chính

Bản đồ quận Dusit

Quận Dusit chia thành 5 phân quận nhỏ, gọi là các Khwaeng.
| 1. | Dusit                 | ดุสิต         |  |
| 2. | Wachiraphayaban       | วชิรพยาบาล   |  |
| 3. | Suan Chit Lada        | สวนจิตรลดา   |  |
| 4. | Si Yaek Maha Nak      | สี่แยกมหานาค  |  |
| 5. | Thanon Nakhon Chai Si | ถนนนครไชยศรี |  |